# Pojezierze Starogardzkie
Pojezierze Starogardzkie (kaszb. Pòjezerzé Starogardsczé) (314.52) – mezoregion fizycznogeograficzny, część Pojezierza Wschodniopomorskiego położona wzdłuż biegu Wierzycy na zachód od pradoliny Wisły. Występują tu przede wszystkim niewielkie jeziora, pojezierze jest płaszczyzną morenową o powierzchni 1443 km² z wzniesieniami nie przekraczającymi 150 m n.p.m.

## Granice
Mezoregion Pojezierze Starogardzkie leży na terenie trzech powiatów województwa pomorskiego: starogardzkiego, tczewskiego i kościerskiego, oraz świeckiego będącego częścią województwa kujawsko-pomorskiego. Mezoregion ma kształt przypominający trójkąt. Graniczy od wschodu z Żuławami Wiślanymi i Doliną Kwidzyńską. Od południa z Kotliną Grudziądzką. Od południowego zachodu z Borami Tucholskimi. Od północnego zachodu mezoregion graniczy z Pojezierzem Kaszubskim.
Granica pomiędzy Pojezierzem Kaszubskim a Pojezierzem Starogardzkim jest niejasna i w dużej mierze do określenia tej granicy nie przyczyniła się sama geografia fizyczna, a kulturowa granica pomiędzy Kaszubami a Kociewiem. Jednakże same centra tych mezoregionów wykazują już różnice wymuszające podział na dwie odrębne jednostki.

## Geologia
Teren Pojezierza Starogardzkiego jest położony na platformie wschodnio-europejskiej w obrębie dwóch jednostek: Synklina perybałtycka  (część północno-wschodnia) i Synklinorium brzeźne (część południowo-zachodnia).
Podłoże krystaliczne jest z gnejsów i mignatytów. Na nich znajdują się osady głównie piaski i żwiry. Ze względu na małą liczbę wykonanych odwiertów w mezoregionie. przyjmuje się założenie, że budowa skał macierzystych jest zbliżona do budowy geologicznej terenów okolicznych szczególnie Pojezierza Kaszubskiego.
Na terenie mezoregionu nie ma bogactw naturalnych nadających się do eksploatacji górniczej, znajdujące się złoża piasków i żwirów są nie eksploatowane ze względu na znaczące wymieszanie z gliną zwałową oraz miejscowo z kredą jeziorną, przez co nie mają żadnej wartości.

## Rzeźba terenu
Pojezierze Starogardzkie posiada bardzo urozmaiconą rzeźbę, głównie pochodzenia glacjalnego i fluwioglacjalnego. Rzeźba jest zbliżona do Pobrzeża Kaszubskiego jednakże deniwelacje są mniejsze z tego powodu oba pobrzeża zostały sklasyfikowane jako osobne mezoregiony.
Część północna zajmująca największą część mezoregionu ma rzeźbę zbliżoną do typowej rzeźby pojeziernej z dużą ilością pagórków i obniżeń. Na pozostałym obszarze dominują rozległe wysoczyzny morenowe.
Najwyższe znajdują się w części zachodniej, gdzie wierzchołki wysoczyzn sięgają do 150 m n.p.m. na północy do 80–90 na południu (oprócz jednego mającego 125 m). Część wschodnia jest niższa i bardziej płaska wysoczyzny osiągają wysokość 40–60 m n.p.m. W części środkowej wysokości najwyższych wzniesień sięgają 90–110 m n.p.m. Pomiędzy wysoczyznami znajdują się obniżenia mające kształt rynien, lecz w przeciwieństwie do Pojezierza Kaszubskiego są pozbawione jezior. Większość wklęsłych i wypukłych form terenu jest wydłużona na osi NE-SW.

## Sieć wodna

### Sieć rzeczna

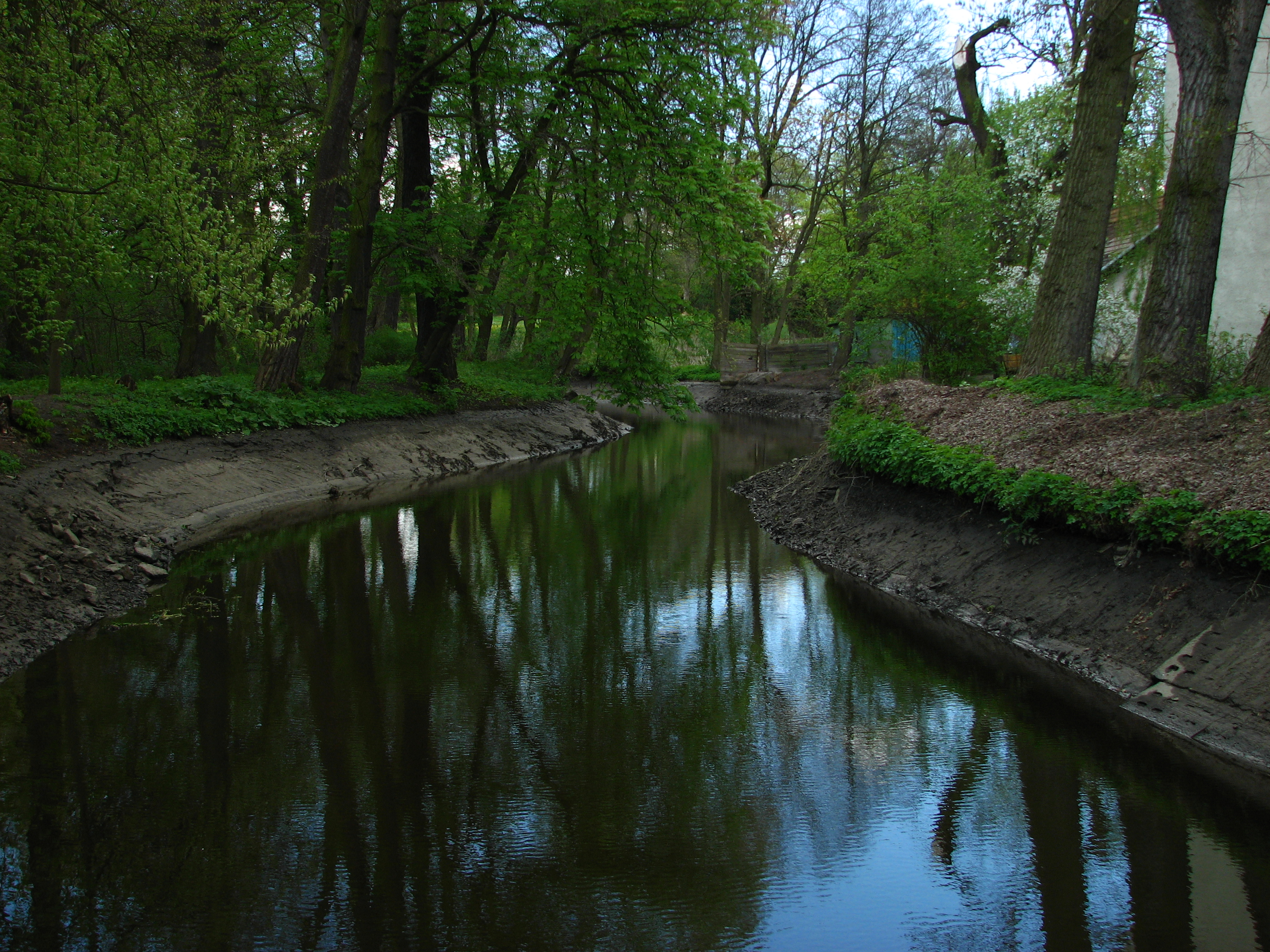
Wierzyca w Pelplinie

Sieć rzeczna Pobrzeża Starogardzkiego jest częścią układu kaszubskiego systemu hydrologicznego. Mezoregion leży w dorzeczu Wierzycy i Motławy peryferyjne tereny leżą również w przyrzeczu Wisły i dorzeczu Wdy. Największą rzeką jest Wierzyca oraz jej dopływy Wietcisa, Piesienica, Węgiermuca.

### Jeziora
Jeziora powyżej 50ha:
| Nr | Nazwa                         | Dorzecze   | Powierzchnia |
| -- | ----------------------------- | ---------- | ------------ |
| 1  | Jezioro Borzechowskie Wielkie | Piesienica | 237,7        |
| 2  | Jezioro Godziszewskie         | Motława    | 169,4        |
| 3. | Sumińskie Jezioro             | Piesienica | 95,4         |
| 4. | Damaszka                      | Motława    | 80,9         |
| 5. | Zduńskie Jezioro              | Motława    | 60,4         |

## Klimat
Na terenie mezoregionu znajdują się 3 posterunki klimatyczne: Tczew, Radostowo i Wirty. Posterunki Tczew i Wirty znajdują się niedaleko granicy mezoregionu. Sieć jest uzupełniona przez posterunki opadowe Gniew, Jaroszewy, Małżewo, Starogard Gdański i Żelisławki. Sieć jest nie równomierna. Wszystkie stacje oprócz Wirt znajdują się albo w północno-wschodniej części mezoregionu albo w pobliżu biegu rzeki Wierzyca.
Dodatkowo zbierane w latach 1951-1990 dane ze stacji Radostowo są niekompletne, natomiast stacja w Tczewie pracuje zbyt krótko by dane były użyteczne w opracowaniach wieloletnich. Z tego względu dane są uzupełniane o interpolację ze stacji w Kościerzynie, Hopowie i Malborku.

### Usłonecznienie
Stacje Radostowo i Tczew w porównaniu ze stacjami w sąsiednich mezoregionach notują niższe zachmurzenie szczególnie w porównaniu ze stacjami w Kościerzynie i Hopowie. Wprawie liczba dni pochmurnych n>8 w Radostowie jest porównywalna z Kościerzyną to liczba dni słonecznych jest 1,5-2 razy większa. Niestety stacje nie prowadzą pomiarów heliograficznych. Badania pośrednie oraz pomiary terenowe pozwalają na szacunkowe określenie usłonecznienia w granicach 4-4,5 godzin na dobę.

### Wiatr
Pojezierze Starogardzie znajduje się w strefie przeważających wiatrów zachodnich. Prędkości wiatru z reguły są niskie. Stacja Radostowo notuje prawie 10% dni z ciszą. Średnia prędkość wiatru w mezoregionie jest w okolicy 3-3,5m/s, prędkość ta jest jednak blisko 2 razy większa niż w Kościerzynie.
Najwyższe prędkości wiatru są notowane we wrześniu natomiast najniższe w sierpniu.

### Temperatura
Średnia dobowa temperatura Pojezierza Starogardzkiego jest wyższa niż w sąsiednich mezoregionach szczególnie na pojezierzu Kaszubskim.
Najcieplejszym miesiącem jest lipiec, najchłodniejszym jest styczeń. Sierpień jest cieplejszy niż czerwiec a grudzień niż luty. W grudniu wieloletnia średnia temperatura na stacji Tczew jest dodatnia. Dni mroźne występują od listopada do marca (na Pobrzeżu Kaszubskim od października do kwietnia). Natomiast dni gorące od kwietnia do października (na stacji Radostowo, na stacji Tczew do września).
Termiczne pory roku według średniej z lat 1952-2000.
| Pora roku    | data początku |
| ------------ | ------------- |
| Zima         | 10 grudnia    |
| Przedwiośnie | 3 marca       |
| Wiosna       | 1 kwietnia    |
| Lato         | 2 czerwca     |
| Jesień       | 7 września    |
| Przedzimie   | 8 listopada   |

### Opady
Na terenie mezoregionu widać sporą zmienność sumy opadów od ponad 650 mm na północnym zachodzie do poniżej 525 mm w południowej części mezoregionu i okolicach Pelplina. Wilgotność względna w Radostowie i Tczewie jest nieco niższa niż w stacjach Kościerzyna i Malbork. Szczególnie różnica ta jest widoczna w klasyfikacji dni bardzo wilgotnych. Zróżnicowana rzeźba oraz umiejscowienie stacji pomiarowych powoduje jednak, że dane odnośnie do opadów są zbieranie z części mezoregionu. Badania topoklimatyczne wykazały znaczną zmienność klimatu.
Opady na terenie mezoregionu mają wartości typowe dla Pomorza. Wyniki stacji Radostowo nie odbiegają w klasyfikacji opadowej w klasyfikacji opadowej od wyników uzyskiwanych w innych miesiącach na innych stacjach na Pomorzu.

## Ludność, gospodarka, komunikacja

### Ludność i urbanizacja
Pojezierze Starogardzkie jest gęsto zaludnione i w dużym stopniu zurbanizowane. Na terenie mezoregionu znajdują się dwa miasta powiatowe: Tczew (60 291 mieszkańców) i Starogard Gdański (48 239) oraz miasta gminne Skarszewy (6 844), Pelplin (8 320), Nowe (6 134) i Gniew (6 723).

### Komunikacja

#### Transport kolejowy

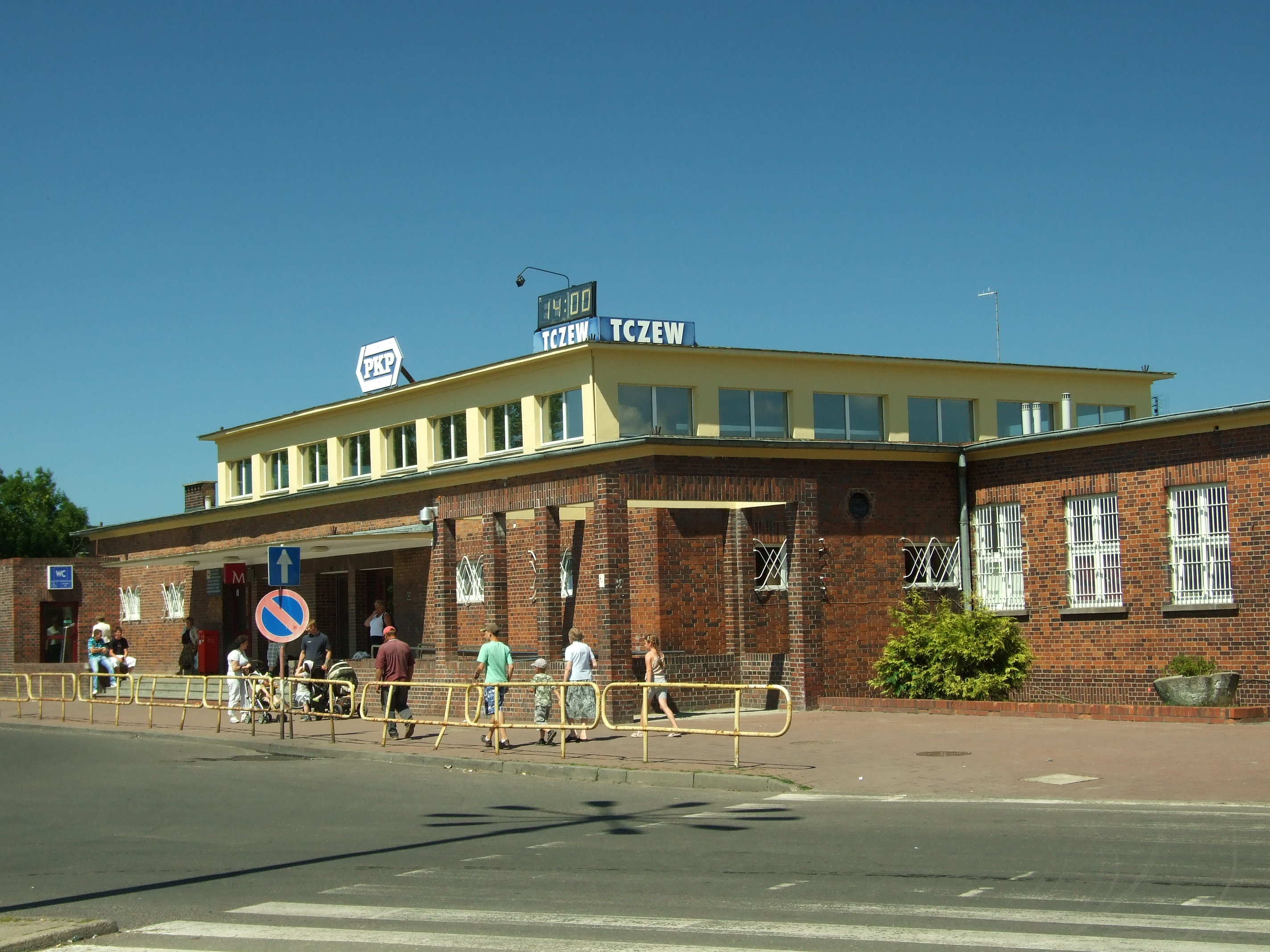
Tczew – największa stacja kolejowa na terenie mezoregionu

Przez mezoregion przebiegają linie kolejowe czynne w ruchu pasażerskim i towarowym: nr 9, nr 131 i nr 203. Dodatkowo w ruchu towarowym jest czynny odcinek Starogard Gdański – Jabłowo (linia kolejowa nr 243) oraz linie w węźle tczewskim.
Największą stacją na terenie mezoregionu jest Tczew (stacja kolejowa), jest to obecnie jedyny znajdujący się tam węzeł kolejowy. Przed likwidacjami linii kolejowych na terenie mezoregionu działały stacje węzłowe: Starogard Gdański, Skarszewy, Skórcz i Smętowo Graniczne.

#### Transport drogowy
Przez Pojezierze Starogardzkie przechodzi autostrada A1, droga krajowa nr 91 oraz droga krajowa nr 22. Droga krajowa nr 1 oraz autostrada A1 są częścią trasy europejskiej E75 łączącej północno-wschodnią Norwegię i Finlandię z Grecją.
Drogi wojewódzkie: 214, 222, 224, 229, 230, 231, 234, 623, 641, 644. Największe zagęszczenie sieci dróg wojewódzkich jest w powiecie tczewskim.